# Calasetta
Calasetta (in tabarkinischem Ligurisch Câdesédda, auf Sardisch Cal' 'e Sèda) ist eine italienische Gemeinde der Provinz Sulcis Iglesiente in der Autonomen Region Sardinien. Die Gemeinde hat 2821 Einwohner (Stand 31. Dezember 2023).

## Geographie

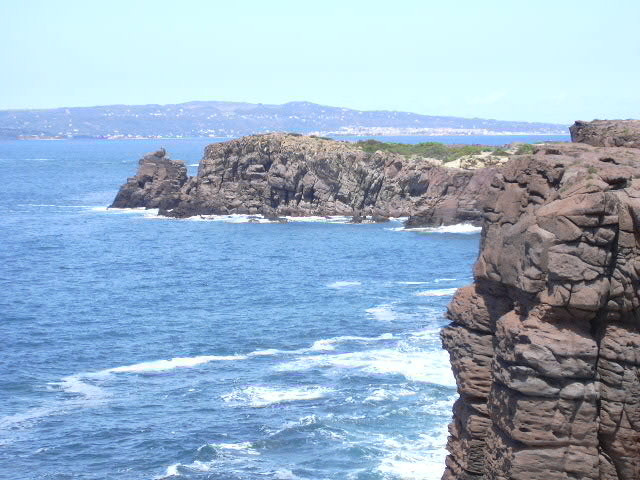
Felsige Westküste Calasettas mit der Nachbarinsel San Pietro im Hintergrund

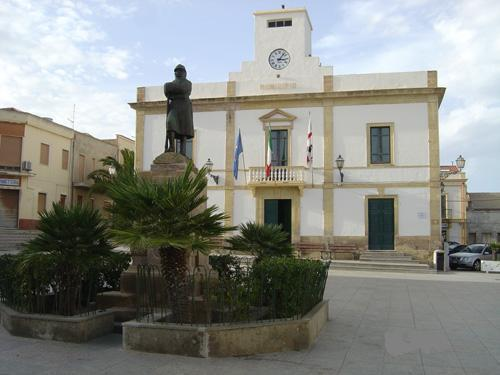
Rathausplatz (Piazza Belly) mit Kriegerdenkmal

Calasetta liegt auf der Insel Sant’Antioco vor der Südwestküste Sardiniens. Das Gemeindegebiet umfasst das nordwestliche Drittel der Insel, die sonst von der benachbarten Gemeinde Sant’Antioco verwaltet wird. Das sanfte Hügelland ist von mediterraner Macchiavegetation geprägt. Im Nordosten beginnt das Gemeindegebiet an den Ausläufern des mit seinen Antennenmasten weithin sichtbaren Berges Sa Scrocca hinter der Ortschaft Cussorgia (Cristo Ré). Von dort aus zieht sich in weitem Bogen eine Bucht nach Westen, an deren Ende sich an der Spitze einer Landzunge der Hafen von Calasetta befindet. Im Südwesten des Ortes schließen sich in drei Buchten an, deren Strände zu den bekanntesten Touristenattraktionen der Gemeinde gehören. Die Strände heißen Sotto Torre, La Salina und Spiaggia Grande, manchmal werden sie in dieser Reihenfolge auch einfach nummeriert (1. bis 3. Strand). Hinter der Spiaggia Grande folgt in südlicher Richtung eine schroffe Steilküste, an der sich erst bei Cala Lunga eine erste tiefere Einbuchtung mit kleinem Sandstrand auftut. Hier endet auch der Küstenabschnitt der Gemeinde Calasetta. Die gleich darauf folgende, etwas größere Bucht von „Cala Sapone“ (Cal’e Saboni) gehört bereits zur Gemeinde Sant’Antioco. Die Bevölkerung konzentriert sich in Calasetta, in Cussorgia und an den genannten Stränden. Das Hinterland ist im Norden der Gemeinde noch landwirtschaftlich geprägt (vor allem Weinbau), im Süden ist es nahezu menschenleer.
Die Insel Sant’Antioco bildet zusammen mit der Nachbarinsel San Pietro und einigen kleineren Inseln den Sulcis-Archipel, der seinerseits mit den gegenüberliegenden Küstengebieten der Hauptinsel Sardiniens die Landschaft Sulcis bildet. Calasetta und seine Nachbarorte wie Carloforte und Sant’Antioco verfügen alle über gut geschützte Häfen.

## Geschichte und Sprache

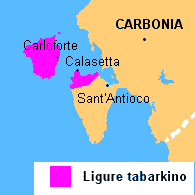
Sprachgebiet des Tabarchino auf den Inseln San Pietro und Sant’Antioco

Calasetta hat wie der Nachbarort Carloforte eine besondere Geschichte, die beide Orte mit Ligurien und Tunesien noch mehr verbindet als mit Sardinien. Im Jahr 1542 ließen sich einige Familien aus Pegli bei Genua auf der Insel Tabarka nieder, die heute in Tunesien, unweit der Grenze zu Algerien liegt. Dort hatte die genuesische Adelsfamilie Lomellini eine Fischerei- und Handelskonzession erhalten. Die Einwanderer widmeten sich auf Tabarka hauptsächlich dem Korallentauchen. Sie kamen durch Handel bald zu Wohlstand und Ansehen, mussten sich aber dann immer mehr aggressiver Konkurrenten und Piraten erwehren. Schließlich ließ auch die Korallenausbeute nach.
1720 kam Sardinien an das Haus Savoyen in Turin, dessen kontinentale Besitzungen zusammen mit der Insel das Königreich Sardinien bildeten. König Karl Emanuel III. bot den auswanderungswilligen Tabarkinern an, die Insel San Pietro im Südwesten Sardiniens zu besiedeln, was diese 1738 annahmen. 1741 besetzte der Bey von Tunis die Insel Tabarka und versklavte die dort verbliebenen Einwohner. Karl Emanuel III. erreichte die Freilassung von vielen dieser Sklaven, die ebenfalls auf San Pietro angesiedelt wurden, wo man den Hauptort zu Ehren des Königs Carloforte („Karl der Starke“) benannt hatte. Andere wurden von Spanien auf der Insel Nueva Tabarca bei Alicante angesiedelt. Einige Familien, die in relativer Freiheit in Tunesien verblieben waren, durften sich 1770 auf dem unbewohnten nordwestlichen Teil der Insel Sant’Antioco niederlassen. Hier hatten die Savoyer auf einem Hügel von 1756 bis 1757 einen festungsartigen Wachturm errichtet (Torre di Cala di Seta), der zur Abwehr nordafrikanischer Piraten beitragen sollte. Bei diesem Wachturm, gegenüber von Carloforte, gründeten die Neuankömmlinge den Ort Calasetta. Der Ort wurde von dem piemontesischen Militäringenieur und Montanwissenschaftler Pietro Belly im Schachbrettmuster angelegt. In den ersten Jahren kamen noch Siedler aus dem Piemont hinzu, die den Ort wegen der schwierigen Lebensbedingungen jedoch bald wieder verließen. Verdienste um die notleidende Bevölkerung in Calasetta erwarben sich seinerzeit Ritter des Mauritiusordens. Zwischen 1837 und 1839 wurde für die damals knapp 500 Seelen der Gemeinde die Pfarrkirche San Maurizio errichtet. Eine Renovierung und Erweiterung folgte im Jahr 1956. In der Kirche befindet sich ein Kunstwerk des deutschen Malers Jörg Schreyögg.
Während sich die Menschen in Carloforte vorwiegend der Seefahrt und der Fischerei widmeten, blieb Calasetta eher landwirtschaftlich geprägt. Vor allem in sprachlicher und kultureller Hinsicht hatte dies gewisse Folgen. In Carloforte blieb man über die Seefahrt mit der ligurischen Heimat mehr in Kontakt als in Calasetta, weswegen sich das Tabarchino näher an der Entwicklung der Ligurischen Sprache hielt als das von Calasetta. Im eher bäuerlich-konservativ geprägten Calasetta erhielten sich einerseits archaischere Formen des Ligurischen, andererseits blieben trotz der gegenseitigen Abgrenzungshaltung zwischen Sarden und Tabarkinern auf der Insel Sant’Antioco die Einflüsse der Sardischen Sprache auf das Tabarkinische Calasettas nicht aus. Darüber hinaus haben sich sowohl in Calasetta als auch in Carloforte Lehnwörter aus dem Arabischen erhalten. Rund zwei Drittel der Einwohner Calasettas sind heute des Tabarkinischen noch mächtig. Die tabarkinische Mundart und Kultur steht heute unter dem besonderen Schutz der autonomen Region Sardinien und wird an Schulen der beiden Gemeinden Calasetta und Carloforte unterrichtet.

## Wirtschaft
Die Menschen in Calasetta sind vorwiegend im Dienstleistungssektor tätig. Während der Sommerzeit ist der Tourismus von großer Bedeutung. Vor Ort gibt es kleinere Hotels, es werden Ferienhäuser vermietet, vereinzelt gibt es Agrotourismus. Am Strand La Salina ist ein Campingplatz vorhanden. In Calasetta dient der Wachturm als Kulturzentrum, nebenan gibt es ein kleines Museum für Zeitgenössische Kunst.
Landwirtschaft und Fischerei (Thunfische) spielen nur noch eine untergeordnete Rolle.

## Bundeswehr
An der Spiaggia Grande unterhielt die deutsche Luftwaffe lange Zeit ein Camp. Es handelte sich um eine Betreuungseinrichtung des Taktischen Ausbildungskommandos der Luftwaffe in Italien, das bis 2016 auf dem Militärflugplatz Decimomannu beheimatet war. Hin- und wieder nutzten das Camp auch Soldaten des Heeres und der Marine der Bundeswehr, die auf Sardinien übten. Das deutsche Ausbildungskommando organisierte in der Regel jeden Sommer auf der Piazza Belly, dem zentralen Platz vor dem Rathaus Calasettas, ein Fest, bei dem auch eigens aus Deutschland angereiste Musikkapellen auftraten.

## Verkehr

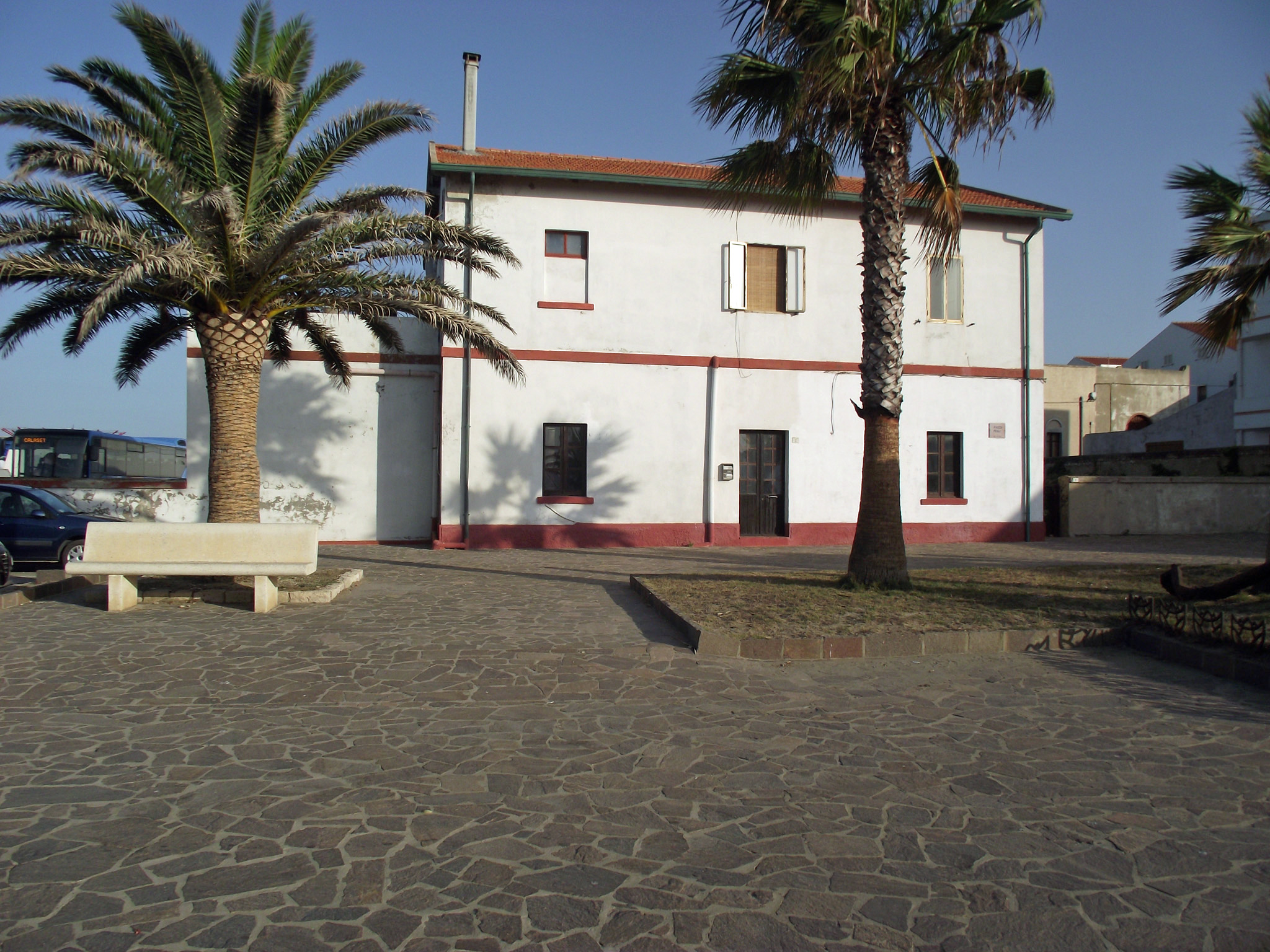
Ehemaliges Bahnhofsgebäude am Hafen von Calasetta

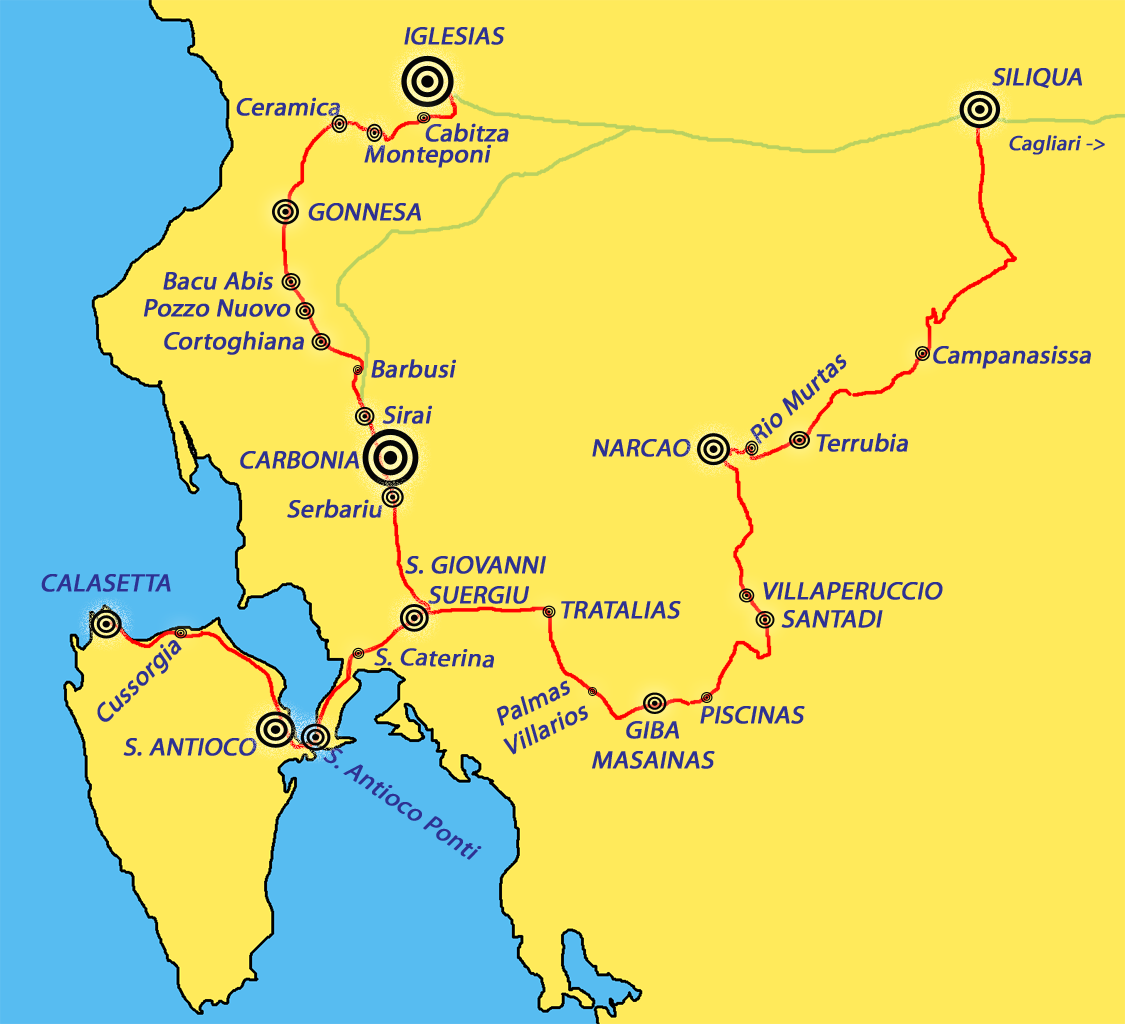
Anbindung Calasettas an das Bahnnetz im Südwesten Sardiniens bis 1974

Die Insel Sant’Antioco ist im Nordosten über eine Brücke und einen Isthmus mit der Hauptinsel Sardinien verbunden. Von Calasetta aus führt die Staatsstraße SS 126 zur Nachbargemeinde Sant’Antioco und weiter zu den Provinzhauptstädten Carbonia und Iglesias. Von dort aus gibt es Bahnverbindungen nach Cagliari, der Hauptstadt Sardiniens, die rund 100 km östlich von Calasetta liegt. Von Carbonia und Iglesias aus ist Cagliari auch auf autobahnähnlichen Straßen zu erreichen. Von 1926 bis 1974 hatte Calasetta einen Bahnhof. Es gab eine Schmalspurbahn mit Verbindungen nach Carbonia und über Narcao nach Siliqua zur Bahnstrecke Decimomannu–Iglesias. Die Schmalspurbahn führte vom Hafen Calasettas nach Cussorgia und entlang der Nordküste weiter nach Sant’Antioco und von dort nach Carbonia oder Siliqua. Seit der Einstellung des Bahnverkehrs auf den Schmalspurstrecken verkehren Busse.
Der Hafen von Calasetta gliedert sich in zwei Bereiche. Im Westen ist der Yacht- und Fischereihafen. Er ist oft Ziel von Hochseefischern aus dem sizilianischen Mazara del Vallo. Im Osten befindet sich der Fährhafen, von wo es täglich mehrere Fährverbindungen nach Carloforte gibt. Vor der östlichen Ortseinfahrt Calasettas zweigt eine Umgehungsstraße ab, die entlang der Küste direkt zum Hafen führt.

## Partnerschaften
Calasetta unterhält Partnerschaften mit den Gemeinden Pegli und Arenzano in Ligurien. Darüber hinaus ist die Gemeinde seit 2006 Ehrenmitglied der Metropolitanstadt Genua.

## Persönlichkeiten
- Pietro Belly (um 1735–1791), Militäringenieur und Montanwissenschaftler, legte Calasetta an
- Piero Biggio (1937–2007), päpstlicher Diplomat
- Ermanno Leinardi (1933–2006), Maler, zuletzt in Calasetta
- Bruno Rombi (* 1931), Schriftsteller aus Calasetta